# Кондал (футбольный клуб)
«Кондал» (исп. Club Deportivo Condal) — бывший испанский футбольный клуб из города Барселона. Клуб основан в 1934 году, в 1970 году он объединившись с клубом «Атлетик Каталония» образовали «Барселону Б», дублирующую команду «Барселоны». Домашние матчи «Кондал» проводил на арене «Камп де Лес Кортс», вмещавшем 60 000 зрителей. За свою историю «Кондал» провёл 1 сезон в Примере, в сезоне 1956/57 он занял в ней 16-е место.

## Сезоны по дивизионам
- Примера — 1 сезон.
- Сегунда — 10 сезонов.
- Терсера — 9 сезонов.